# 보성 박씨
보성 박씨(寶城朴氏)는 전라남도 보성군을 본관으로 하는 한국의 성씨이다.
시조는 박언룡(朴彦龍)이라는 인물로 신라 경명왕의 후손이며, 조선에서 문과에 급제해 병조정랑(兵曹正郞)을 지냈다

## 참고 자료
- “보성박씨(寶城朴氏)”. 뿌리를 찾아서.[깨진 링크(과거 내용 찾기)]